# Coelomera modesta
Coelomera modesta es un escarabjo del orden de los coleópteros de la familia Chrysomelidae. Fue descrita científicamente en 1865 por Clark, quien hizo el descubrimiento en bosques de Brasil, incluyendo el Amazonas. Es una especie neotropical que suele excavar surcos poco profundos en el tallo hueco de los árboles de sombrilla.